# Championnats de Belgique d'athlétisme en salle 2016
 (mars 2017).
Les Championnats de Belgique d'athlétisme en salle 2016 toutes catégories se sont tenus le samedi 20 février au Topsporthal Vlaanderen (nl) à Gand.

## Résultats courses

### 60 m
| rang               | athlète          | prestation |
| ------------------ | ---------------- | ---------- |
| Médaille d'or      | Arnout Matthijs  | 6 s 82     |
| Médaille d'argent  | Yannick Meyer    | 6 s 87     |
| Médaille de bronze | Jean-Marie Louis | 6 s 89     |

| rang               | athlète              | prestation |
| ------------------ | -------------------- | ---------- |
| Médaille d'or      | Naomi Van Den Broeck | 7 s 55     |
| Médaille d'argent  | Sarah Rutjens        | 7 s 55     |
| Médaille de bronze | Charlotte Jeanne     | 7 s 61     |

### 200 m
| rang               | athlète           | prestation |
| ------------------ | ----------------- | ---------- |
| Médaille d'or      | Arnaud Ghislain   | 21 s 50    |
| Médaille d'argent  | Christian Iguacel | 21 s 72    |
| Médaille de bronze | Adam Kalmen       | 22 s 30    |

| rang               | athlète              | prestation |
| ------------------ | -------------------- | ---------- |
| Médaille d'or      | Naomi Van Den Broeck | 24 s 07    |
| Médaille d'argent  | Lucie Ferauge        | 24 s 70    |
| Médaille de bronze | Shana Vanhaen        | 24 s 78    |

### 400 m
| rang               | athlète     | prestation |
| ------------------ | ----------- | ---------- |
| Médaille d'or      | Tim Rummens | 47 s 37    |
| Médaille d'argent  | Seppe Thys  | 47 s 70    |
| Médaille de bronze | Samba Fall  | 48 s 42    |

| rang               | athlète          | prestation |
| ------------------ | ---------------- | ---------- |
| Médaille d'or      | Justien Grillet  | 54 s 50    |
| Médaille d'argent  | Nenah De Coninck | 55 s 00    |
| Médaille de bronze | Riet Vanfleteren | 55 s 78    |

### 800 m
| rang               | athlète            | prestation    |
| ------------------ | ------------------ | ------------- |
| Médaille d'or      | Eliott Crestan     | 1 min 52 s 81 |
| Médaille d'argent  | Laurens Schockaert | 1 min 52 s 89 |
| Médaille de bronze | Victor Benschop    | 1 min 54 s 41 |

| rang               | athlète            | prestation    |
| ------------------ | ------------------ | ------------- |
| Médaille d'or      | Rani Nagels        | 2 min 10 s 48 |
| Médaille d'argent  | Yentl Vandenberghe | 2 min 13 s 91 |
| Médaille de bronze | Jessie Raes        | 2 min 14 s 99 |

### 1 500 m
| rang               | athlète          | prestation    |
| ------------------ | ---------------- | ------------- |
| Médaille d'or      | Tarik Moukrime   | 3 min 56 s 38 |
| Médaille d'argent  | Jérôme Kahia     | 3 min 57 s 29 |
| Médaille de bronze | Joachim Cardillo | 3 min 59 s 10 |

| rang               | athlète          | prestation    |
| ------------------ | ---------------- | ------------- |
| Médaille d'or      | Charlotte Jacobs | 4 min 25 s 69 |
| Médaille d'argent  | Sara Segers      | 4 min 36 s 65 |
| Médaille de bronze | Lynn Dekeyser    | 4 min 42 s 43 |

### 3 000 m
| rang               | athlète             | prestation    |
| ------------------ | ------------------- | ------------- |
| Médaille d'or      | Dieter Kersten      | 8 min 12 s 67 |
| Médaille d'argent  | Cedric Van De Putte | 8 min 25 s 52 |
| Médaille de bronze | Dries De Smet       | 8 min 27 s 02 |

### 5 000 m marche/3 000 m marche
| rang               | athlète        | prestation     |
| ------------------ | -------------- | -------------- |
| Médaille d'or      | Dirk Bogaert   | 25 min 55 s 94 |
| Médaille d'argent  | Peter Van Hove | 26 min 49 s 73 |
| Médaille de bronze | Ludwig Renard  | 27 min 25 s 18 |

| rang               | athlète           | prestation     |
| ------------------ | ----------------- | -------------- |
| Médaille d'or      | Liesbeth De Smet  | 16 min 59 s 00 |
| Médaille d'argent  | Virginie Boudart  | 23 min 22 s 50 |
| Médaille de bronze | Katrien Van Ammel | 24 min 54 s 06 |

## Résultats obstacles

### 60 m haies
| rang               | athlète            | prestation |
| ------------------ | ------------------ | ---------- |
| Médaille d'or      | Damien Broothaerts | 7 s 69     |
| Médaille d'argent  | Quentin Ruffacq    | 7 s 88     |
| Médaille de bronze | Thomas Durant      | 7 s 99     |

| rang               | athlète          | prestation |
| ------------------ | ---------------- | ---------- |
| Médaille d'or      | Eline Berings    | 8 s 19     |
| Médaille d'argent  | Dorien Van Diest | 8 s 35     |
| Médaille de bronze | Axelle Dauwens   | 8 s 47     |

## Résultats sauts

### Saut en longueur
| rang               | athlète           | prestation |
| ------------------ | ----------------- | ---------- |
| Médaille d'or      | Corentin Campener | 7,70 m     |
| Médaille d'argent  | Cedric Nolf       | 7,68 m     |
| Médaille de bronze | Jeroen Vanmulder  | 7,68 m     |

| rang               | athlète          | prestation  |
| ------------------ | ---------------- | ----------- |
| Médaille d'or      | Nafissatou Thiam | 6,51 m (NR) |
| Médaille d'argent  | Hanne Maudens    | 6,14 m      |
| Médaille de bronze | Jolien Leemans   | 6,00 m      |

### Triple saut
| rang               | athlète           | prestation |
| ------------------ | ----------------- | ---------- |
| Médaille d'or      | Leopold Kapata    | 15,39 m    |
| Médaille d'argent  | Didrick Nsomwe    | 14,25 m    |
| Médaille de bronze | Yves Pausenberger | 14,23 m    |

| rang               | athlète       | prestation |
| ------------------ | ------------- | ---------- |
| Médaille d'or      | Elsa Loureiro | 11,97 m    |
| Médaille d'argent  | Stefie Mievis | 11,84 m    |
| Médaille de bronze | Maaike Garré  | 11,79 m    |

### Saut en hauteur
| rang               | athlète           | prestation |
| ------------------ | ----------------- | ---------- |
| Médaille d'or      | Bram Ghuys        | 2,16 m     |
| Médaille d'argent  | Fabiano Kalandula | 2,07 m     |
| Médaille de bronze | Ruben Devrieze    | 2,07 m     |

| rang               | athlète           | prestation |
| ------------------ | ----------------- | ---------- |
| Médaille d'or      | Hanne Van Hessche | 1,77 m     |
| Médaille d'argent  | Alice Mercenier   | 1,74 m     |
| Médaille de bronze | Elodie Tshilumba  | 1,71 m     |

### Saut à la perche
| rang               | athlète           | prestation |
| ------------------ | ----------------- | ---------- |
| Médaille d'or      | Ben Broeders      | 5,45 m     |
| Médaille d'argent  | Niels Pittomvils  | 5,10 m     |
| Médaille de bronze | Sébastien Hoffelt | 4,90 m     |

| rang               | athlète        | prestation |
| ------------------ | -------------- | ---------- |
| Médaille d'or      | Fanny Smets    | 4,15 m     |
| Médaille d'argent  | Elien De Vocht | 4,10 m     |
| Médaille de bronze | Hanne De Baene | 4,00 m     |

## Résultats lancers

### Lancer du poids
| rang               | athlète        | prestation |
| ------------------ | -------------- | ---------- |
| Médaille d'or      | Philip Milanov | 17,29 m    |
| Médaille d'argent  | Ilya Defrère   | 15,61 m    |
| Médaille de bronze | Filip Eeckhout | 15,58 m    |

| rang               | athlète            | prestation |
| ------------------ | ------------------ | ---------- |
| Médaille d'or      | Jolien Boumkwo     | 15,62 m    |
| Médaille d'argent  | Annelies Peetroons | 14,48 m    |
| Médaille de bronze | Sophie Verlinden   | 13,42 m    |